# Fan: Pa´los amigos
Fan: Pa´los amigos es el vigésimo segundo álbum de estudio solista de Rubén Rada. Fue editado en 2009 por Montevideo Music Group en Uruguay y en 2010 por Sony Music en Argentina.

## Historia
En el disco Rada retoma su faceta como intérprete, con la cual iniciara su carrera, y versiona canciones que le gustan, y le hubiera gustado componer, de artistas del Río de la Plata de los que se considera fanático. También toca la batería en todo el disco.
Algunos temas están relacionados con su carrera. "Mañana" y "Orejas" son de su época en Totem. "Siempre tú" es de Los Shakers. Rada ya había participado con Opa (como Otroshakers) en una regrabación de "Siempre tú" para el disco A los Shakers. "Corre niña" es de Goldenwings, disco de Opa anterior a su incorporación a la banda.
Rada también había versionado a Los Shakers en Las aventuras de Ruben Rada y Litto Nebbia.
Fan cierra con "Cantares de la tierra mía", compuesta por Rada, la única canción nueva.
Una reseña positiva en La Nación, con la firma de la revista Rolling Stone, lamenta la extensión del disco destacando las primeras canciones.

## Lista de canciones
01. Hoy te vi (Eduardo Mateo)
02. Fue amor (Fito Páez)
03. Punto muerto (Fernando Cabrera)
04. Será que la canción llegó hasta el sol (Luis Alberto Spinetta)
05. Mil horas (Andrés Calamaro)
06. Siempre tú (Hugo y Osvaldo Fattoruso)
07. Mañana (Eduardo Useta, Rubén Rada)
08. No voy en tren (Charly García)
09. Solo se trata de vivir (Litto Nebbia)
10. Corre niña (Hugo y Osvaldo Fattoruso)
11. Palabras cruzadas (Jorge Galemire, Luis Campos)
12. Pensar en nada (León Gieco)
13. Cococho (Alberto Wolf)
14. Manual para encontrar canciones (Urbano Moraes, Horacio Buscaglia)
15. Orejas (Mario "Chichito" Cabral)
16. Cantares de la tierra mía (Rubén Rada)

## Ficha técnica
- Rubén Rada: percusión, batería y voces
- Gustavo Montemurro: teclado, programación, melódica, guitarras, guitarra mute, palmas
- Matías Rada: guitarras, voz
- Nicolás Ibarburu: guitarras, guitarra funk
- Gerardo Alonso, Federico Righi, Nacho Mateu: bajo
- Urbano Moraes: bajo, guitarra ska, coros
- Osvaldo Fattoruso, Lucila y Julieta Rada: coros
- Coca Monte, Gustavo, Sabrina: palmas
- Santiago Gutiérrez: saxo
- Oscar Manduco Pereyra: trompeta
- Arte: Gonzalo Ruiz
- Fotografía: Ariel Sabatella